# 552.ª Divisão de Granadeiros (Alemanha)
A 552ª Divisão de Granadeiros (em alemão:552. Grenadier-Division) foi uma unidade militar que serviu no Exército alemão durante a Segunda Guerra Mundial. A divisão foi absorvida pela 6ª Divisão de Granadeiros ainda no mês de julho de 1944.

## Comandantes
| Comandante                           | Data                                      |
| ------------------------------------ | ----------------------------------------- |
| Generalleutnant Otto-Hermann Brücker | 11 de julho de 1944 - 25 de julho de 1944 |

## Área de operações
| Alemanha | julho de 1944 |